# Ханс I фон Сакс
Ханс I (Йохан I) фон Сакс-Мизокс (на немски: Hans (Johann) von Sax-Misox, de Sacco; * ок. 1390; † 30 май 1427) е граф и господар на Мизокс, Иленц, Лугнц, Валс, Кастриш, Флимс и Беленц в днешния кантон Граубюнден, Швейцария, южно от Сан-Бернардино-Пас.

## Биография
Той е син на граф Каспар I фон Сакс-Мизокс († сл. 1395) и съпругата му Елизабет фон Рецюнс († сл. 1390), дъщеря на Хайнрих V фон Рецюнс († 1372) и Аделхайд фон Белмонт († 1380).
Ханс I фон Сакс се жени пр. 1 декември 1415 г. за Катарина фон Верденберг-Хайлигенберг (* ок. 1395; † сл. 21 декември 1439), дъщеря на граф Албрехт III фон Верденберг-Хайлигенберг-Блуденц († 1420) и Урсула фон Шаунберг († 1412).
През 1436 г. след смъртта на последния граф фон Тогенбург съпругата му Катарина и нейните сестри наследяват части от неговото наследство в кантон Санкт Гален и кантон Граубюнден. Ханс I (Йохан I) фон Сакс-Мизокс построява транзитен път
от Кастриш до Рейнвалд и Мизокс. Дълго време той е на служба на херцогската фамилия Висконти от Милано. През 1402 г. Йохан и брат му Алберт VI (1390 – 1406/1407) завладяват миланската крепост Белинцона и окупират също долината Бленио в кантон Тичино. Те построяват за защита на техните завладени територии замъци в Гордуно, Богиано и Ровередо. През 1407 г. братята сключват договор с Урнерите и техните съюзници, които настъпват против Милано и им позволяват да преминат през териториите им. През август 1413 г. родът Сакс-Мизокс помагат на немския крал Сигизмунд при похода му против Милано и вероятно затова получават 1413 г. графската титла и правото да секат монети. През 1424 г. Йохан фон Сакс-Мизокс влиза в „Тройния съюз Грауен“ (Граубюнден). През 1425 г. обаче остава неутрален в похода на този съюз против Милано. Той е погребан в църквата в Кастриш в кантон Граубюнден.

## Деца
Йохан I фон Сакс-Мизокс и Катарина фон Верденберг-Хайлигенберг имат два сина и две дъщери:
- Хайнрих VI (1427; † пр. 1 март 1488)
- Верена († 15 март 1487)
- Елизабет († 7 май 1465)
- Йохан II († сл. 1488)